# 소호대 (대한민국의 음악 그룹)
소호대는 1997년과 1999년에 앨범을 발표하고 활동한 대한민국의 혼성 음악 그룹이다.

## 그룹 활동
당시 인기를 끌었던 노래로는 1집의 "돌이킬 수 없는 사랑" 과 2집 타이틀 곡이였던 "사랑 그리고 추억" 이 있다.

## 구성원
신현우
김나은
한에스더
- 예명: 에스더
- 본명: 한에스더
- 생년월일: 1978년 5월 30일(46세)
- 포지션: 보컬
- 근황: 현재 헤어디자이너로 활동 하고있다